# Иогансон, Борис Владимирович
Борис Владимирович Иогансо́н (13 [25] июля 1893, Москва — 25 февраля 1973, Москва) — русский советский живописец и график, сторонник «социалистического реализма», один из основных московских художников сталинской эпохи, педагог и музейный деятель; мастер исторической картины на историко-революционную тематику, также работал как портретист и книжный иллюстратор. Директор Государственной Третьяковской галереи (1951–1954). Один из первых действительных членов (с 1947) и президент (в 1958—1962; исполняющий обязанности президента с 1957) Академии художеств СССР. Народный художник СССР (1943), лауреат двух Сталинских премий первой степени (1941, 1951), Герой Социалистического Труда (1968).

## Биография
Родился в семье служащего шведского происхождения Вальдемара Карловича Иогансона и кн. Ольги Константиновны Радленской (Иогансон).
В 1912 году окончил Комиссаровское техническое училище, где одним из основателей был Карл Иванович Иогансон (1848—1888), дед будущего художника, и потому внук освобождался от платы за обучение. В этом же году начальное художественное образование получил в школе-студии П. И. Келина. Затем с 1912 по 1918 год учился в Московском училище живописи, ваяния и зодчества, где его преподавателями были А. Е. Архипов, Н. А. Касаткин, С. В. Малютин и К. А. Коровин.
В 1919—1922 годах работал художником-декоратором в театрах Красноярска и Александрии (Херсонская губерния). Во время гражданской войны был офицером белой армии и служил у Колчака; по свидетельствам Алексея Смирнова фон Рауха, писал портреты верховного правителя. Увидев моральное разложение белых, бежал, скитался по дорогам гражданской войны, попал в тифозный госпиталь и, наконец, поступил на службу в Красную Армию.
В 1922—1932 годах состоял в Ассоциации художников революционной России.
Один из наиболее значительных представителей советской станковой живописи 1930—1960-х годов. В своём творчестве обратился к наиболее ценимым в это время традициям русской живописи XIX века — наследию И. Е. Репина и В. И. Сурикова. Интерпретируя его, он вносил в свои произведения «новое революционное содержание, созвучное эпохе». Особенно известны его картины: «Допрос коммунистов» (1933, для картины позировал друг Иогансона — художник и педагог Александр Соловьёв) и «На старом уральском заводе» (1937).

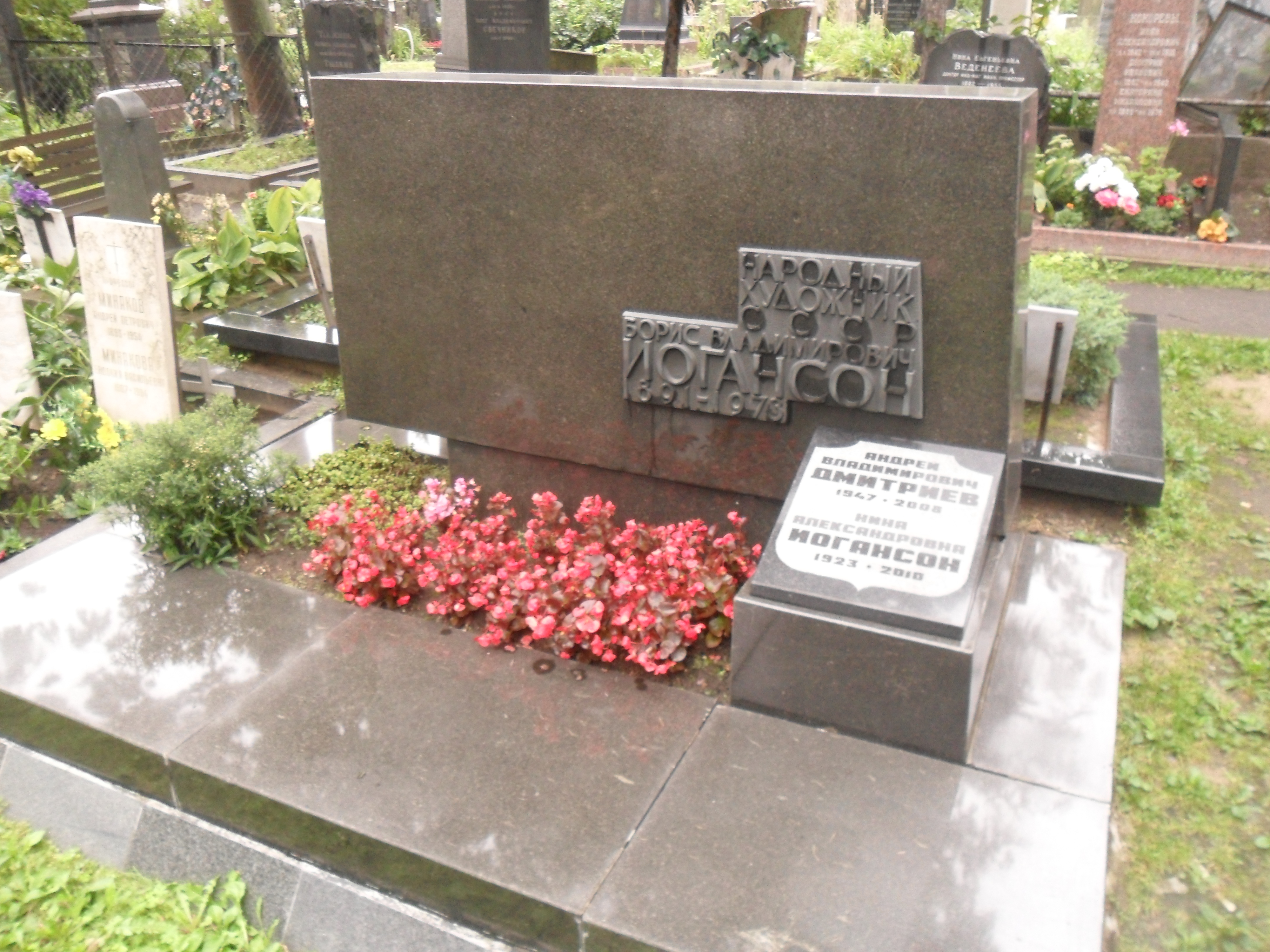
Могила Б. В. Иогансона на Новодевичьем кладбище.

В 1934—1938 годах руководил бригадой мастерской «Перекоп»; участвовал в разработке эскизов для диорамы «Штурм Перекопа». Работал над панно «Праздник в колхозе им. Ильича» для Всемирной выставки в Нью-Йорке (1939).
С 1914 — участник выставок. Член и экспонент АХРР — АХР (1922—1932). Участвовал в выставках: произведений революционной и советской тематики (1929), «XV лет РККА» (1933), Всесоюзные художественные выставки (1939, 1947, 1949, 1950, 1951, 1952, 1957, 1958, 1961, 1967, 1969), «Великая Отечественная война» (1943), выставка пейзажа (1944), «30 лет Советских вооруженных сил» (1948), «40 лет Советских вооруженных сил» (1958), «Советская Россия» (1960), «Пейзаж нашей Родины» (1970) в Москве, «Художники РСФСР за XV лет» (1932) в Ленинграде и других. Экспонент многих международных выставок и выставок советского искусства за рубежом: в Кёльне (1929), Лондоне (1932, 1961), Нью-Йорке (1936), Париже (1937), Варшаве (1951), Венеции, Бухаресте (обе — 1956), Мехико (1960), Дели (1963, 1973), Риме (1974). Провел персональную выставку в Москве (1969).

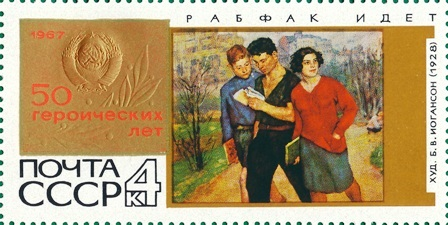
Картина "Рабфак идёт" на почтовой марке СССР 1967 года

Преподавал на курсах АХР (1931—1932), в Московском полиграфическом институте (1932—1935), Московском институте изобразительных искусств — Московском художественном институте им. В. И. Сурикова (1935—1939, с 1964), Институте живописи, скульптуры и архитектуры имени И. Е. Репина в Ленинграде (1939—1962), профессор (с 1939). Руководил творческими мастерскими Академии художеств СССР в Ленинграде (1939—1962) и Москве (1962—1968).
С 1951 по 1954 год — директор Третьяковской галереи.
С 1962 года — главный редактор энциклопедии «Искусство стран и народов мира».
С 1953 года — вице-президент, в 1958—1962 годах — президент АХ СССР (был избран и. о. Президента АХ СССР в январе 1957 года, когда А. Герасимов попросил об отставке в связи с состоянием здоровья).
В 1954—1957 годах — председатель оргкомитета, в 1965—1968 — первый секретарь правления Союза художников СССР.
Член ВКП(б) с 1943 года. Депутат ВС СССР 7-го созыва (1966—1970). Делегат XX и XXIII съездов КПСС.
Скончался 25 февраля 1973 года в Москве; похоронен на Новодевичьем кладбище (уч. 1).

## Семья
- Сын — Иогансон, Андрей Борисович, российский художник.
- Внук — Иогансон, Игорь Андреевич, российский художник.
- Правнук — Иогансон, Борис Игоревич, российский историк искусства.
- Правнучка — Иогансон, Татьяна Игоревна, хирург-онколог, доктор медицинских наук (Германия)

## Награды и звания
- Герой Социалистического Труда (1968)
- Заслуженный деятель искусств РСФСР (1942)
- Народный художник СССР (1943)
- Сталинская премия первой степени (1941) — за картину «На старом Уральском заводе» («Урал демидовский») (1937)[10]
- Сталинская премия первой степени (1951) — за картину «Выступление В. И. Ленина на III съезде комсомола» (1950; с соавторами)
- Три ордена Ленина (10.08.1953, 1963, 27.10.1967[11])[12]
- Орден «Знак Почёта»
- Медаль «За доблестный труд в Великой Отечественной войне 1941—1945 гг.»
- Медаль «В память 250-летия Ленинграда»
- Диплом 1-й степени и 1-ю премия ВСХВ (1939) — за картину «На старом Уральском заводе» («Урал демидовский») (1937)
- Гран-при на Всемирной выставке в Париже (1937) — за картину «Допрос коммунистов» (1933)
- Действительный член АХ СССР (1947)
- Золотая медаль на Всемирной выставке в Брюсселе (1958) — за картину «На старом уральском заводе» (1937)
- Почётный член Берлинской академии искусств (1958)
- Доктор искусствоведения (1939).

## Наиболее известные работы

«Допрос коммунистов». 1933 г. ГТГ

- «У всенощной» (1914), «Цирк» (1915), «Натюрморт с картошкой» (1918), «Кама» (1919), «Рабфак идёт» («Вузовцы»), «Советский суд» (обе — 1928), «Пейзаж с речкой» (1932), «Допрос коммунистов» (1933, повторение — 1949), натюрморт «Полевые цветы» (1936), ряд автопортретов (1936, 1939, «В шубе и шляпе с палитрой», кон. 1930-х, 1949, с палитрой 1961-64 — не окончен), «На старом уральском заводе» («Урал демидовский», 1937, повторения), натюрморт «Дни войны» (1942), «Москва. 1942-й год» (1943), «Каток. Зимнее солнце» (1945), «Портрет заслуженной артистки РСФСР Д. В. Зеркаловой», «Праздник Победы 9 мая 1945 года на Красной площади в г. Москве» (оба — 1947), «Вожди Октября», «Портрет народного артиста СССР В. И. Немировича-Данченко» (оба — 1948), «Выступление В. И. Ленина на III съезде комсомола» (совм. с коллективом художников, 1950), «Социалистическая революция совершилась» (1957-65, не окончена), «Цветы в корзине» (1959), портреты — бригадира Г. Ф. Белова(1961), академика А. И. Опарина, «Ночь перед Октябрем» (обе — 1962), «Морозный день. Крыши» (1963), «Розы» (1964); графика (кар., уголь, сангина): портреты, в том числе многочисленные автопортреты (1921, 1921-22, 1949, 1950, 1952), пейзажи. Иллюстрировал и оформлял книги для издательств «Художественная литература», «Советский писатель» и др. «Красный сыщик» А. С. Неверова(М., 1934), «Бруски» Ф. И. Панферова (М., 1934), «Как закалялась сталь» Н. А. Островского (М., 1936), «Мать» М. Горького (М., 1938), «Вишнёвый сад» А. П. Чехова (М., 1944) и др. Участвовал в разработке эскизов для диорамы «Штурм Перекопа» (1935-38) — не осуществлены и создании панно «Праздник в колхозе им. Ильича» для Всемирной выставки в Нью-Йорке (1939) — совм. с другими.

## Сочинения
- Автор книг и статей по вопросам изобразительного искусства: «За мастерство в живописи. Сборник статей и докладов» (М., 1952), «ГТГ — сокровищница русского искусства» (М., 1953), «О живописи» (М., 1955), «Как понимать изобразительное искусство» (М., 1960).

## Ученики
- Абрамов, Николай Алексеевич (1930—1999)
- Антипова, Евгения Петровна (1917—2009)
- Баскаков, Николай Николаевич (1918—1993)
- Бройдо, Ирина Георгиевна (р. 1931)
- Бызова, Злата Николаевна (1927—2013)
- Ватенин, Валерий Владимирович (1933—1977)
- Веселова, Нина Леонидовна (1922—1960)
- Востриков, Степан Григорьевич (р.1931)
- Выржиковский, Эдвард Яковлевич (1928—2008)
- Гаврилов, Владимир Николаевич (1923—1970)
- Гетман, Раиса Александровна (1913—1983)
- Глазунов, Илья Сергеевич (1930—2017)
- Гончаренко, Вениамин Алексеевич (1929—2013)
- Грушко, Абрам Борисович (1918—1980)
- Ерёмин, Алексей Григорьевич (1919—1998)
- Загонек, Вячеслав Францевич (1919—1994)
- Зверьков, Ефрем Иванович (1921—2012)
- Кабачек, Леонид Васильевич (1924—2002)
- Клычев, Иззат Назарович (1923—2006)
- Козловская, Марина Андреевна (1925—2019)
- Копытцева, Майя Кузьминична (1924—2005)
- Кугач, Михаил Юрьевич (р. 1939)
- Бабиков, Геннадий Федорович (1911—1993)
- Ларина, Валерия Борисовна (1926—2008)
- Леман, Георгий Александрович (р. 1937)
- Ломакин, Олег Леонидович (1924—2010)
- Любомудров, Павел Константинович (1916—1984)
- Можаев, Алексей Васильевич (1918—1994)
- Монахова, Валентина Васильевна (р. 1932)
- Мухо, Николай Антонович (1913—1986)
- Ненартович, Анатолий Акимович (1915—1988)
- Павлов, Петр Васильевич (1936—2010)
- Пентешин, Иван Мильевич (1927—1998)
- Подляский, Юрий Станиславович (1923—1987)
- Прошкин, Владимир Викторович (1931—2021)
- Румянцева, Галина Алексеевна (1927—2004)
- Ротницкий, Семен Аронович (1915—2004)
- Савостьянов, Фёдор Васильевич (1924—2012)
- Хухров, Юрий Дмитриевич (1932—2003)
- Тегин, Дмитрий Капитонович (1914—1998)
- Труфанов, Михаил Павлович (1921—1988)
- Тулин, Юрий Нилович (1921—1986)
- Чекалов, Владимир Федорович (1922—1992)
- Якупов, Харис Абдрахманович (1919—2010)